# Marseillan (Pireneje Wysokie)
Marseillan – miejscowość i gmina we Francji, w regionie Oksytania, w departamencie Pireneje Wysokie.
Według danych na rok 1990 gminę zamieszkiwało 148 osób, a gęstość zaludnienia wynosiła 34 osób/km² (wśród 3020 gmin regionu Midi-Pireneje Marseillan plasuje się na 915. miejscu pod względem liczby ludności, natomiast pod względem powierzchni na miejscu 1544.).